# Selección femenina de hockey sobre hierba de España
La selección femenina de hockey hierba de España  es el equipo formado por jugadoras de nacionalidad española, que representa a España a través de la Real Federación Española de Hockey que la dirige, en las competiciones internacionales organizadas por la EHF, la FIH y el Comité Olímpico Internacional (COI).  
España es una de las cuatro grandes potencias del hockey europeo, y una de las seis selecciones que se ha proclamado campeona olímpica. En Juegos Olímpicos ha disputado una final en Barcelona 1992 (oro), y otra semifinal en Sídney 2000, en ocho participaciones. En la Copa Mundial ha alcanzado dos semifinales, Madrid 2006 y Londres 2018, logrando el bronce. En el Campeonato Europeo, que ha disputado en todas sus ediciones, ha alcanzado diez semifinales, logrando dos subcampeonatos en 1995 y 2003, y dos bronces en 2019 y 2025.

## Jugadoras
Convocatoria del seleccionador nacional, Carlos Cuenca, para los Juegos Olímpicos de París 2024:
| Dorsal | Nombre                   | Edad | Partidos | Goles | Club                          |
| ------ | ------------------------ | ---- | -------- | ----- | ----------------------------- |
| 2      | Laura Barrios            | 23   | 54       | 6     | Club de Campo Villa de Madrid |
| 4      | Sara Barrios             | 23   | 42       | 7     | Club de Campo Villa de Madrid |
| 7      | Júlia Strappato          | 24   | 41       | 0     | Junior F.C.                   |
| 8      | Lucía Jiménez            | 27   | 179      | 23    | Mannheimer Hockey Club        |
| 9      | María López              | 34   | 249      | 43    | Club de Campo Villa de Madrid |
| 10     | Belén Iglesias           | 28   | 105      | 23    | Club de Campo Villa de Madrid |
| 11     | Marta Segú               | 29   | 115      | 37    | Real Club de Polo             |
| 13     | Constanza Amundson       | 26   | 41       | 1     | Real Club de Polo             |
| 14     | Blanca Pérez             | 20   | 10       | 0     | Club de Campo Villa de Madrid |
| 17     | Lola Riera               | 33   | 205      | 146   | Sanse Complutense             |
| 19     | Begoña García            | 29   | 173      | 42    | Club de Campo Villa de Madrid |
| 20     | Xantal Giné (C)          | 31   | 202      | 15    | Real Club de Polo             |
| 21     | Beatriz Pérez            | 33   | 261      | 53    | Club de Campo Villa de Madrid |
| 24     | Alejandra Torres-Quevedo | 24   | 93       | 7     | Club de Campo Villa de Madrid |
| 26     | Clara Pérez              | 23   | 25       | 0     | Atlètic Terrassa              |
| 30     | Patricia Álvarez         | 26   | 39       | 7     | Real Club de Polo             |

## Historial

### Juegos Olímpicos
| Juegos Olímpicos | Juegos Olímpicos | Juegos Olímpicos  | Juegos Olímpicos | Juegos Olímpicos | Juegos Olímpicos |
| ---------------- | ---------------- | ----------------- | ---------------- | ---------------- | ---------------- |
| Moscú 1980:      | No clasificó     | Los Ángeles 1984: | No clasificó     | Seúl 1988:       | No clasificó     |
| Barcelona 1992:  | Medalla de oro   | Atlanta 1996:     | 8.º              | Sídney 2000:     | 4.º              |
| Atenas 2004:     | 10.º             | Pekín 2008:       | 7.º              | Londres 2012:    | No clasificó     |
| Río 2016:        | 8.º              | Tokio 2020:       | 7.º              | París 2024:      | 7.º              |

### Mundiales
| Copa Mundial           | Copa Mundial | Copa Mundial       | Copa Mundial      | Copa Mundial              | Copa Mundial |
| ---------------------- | ------------ | ------------------ | ----------------- | ------------------------- | ------------ |
| Mandelieu 1974:        | 6.º          | Berlín 1976:       | 5.º               | Madrid 1978:              | 8.º          |
| Buenos Aires 1981:     | 10.º         | Kuala Lumpur 1983: | No clasificó      | Ámsterdam 1986:           | 11.º         |
| Sídney 1990:           | 5.º          | Dublín 1994:       | 8.º               | Utrecht 1998:             | No clasificó |
| Perth 2002:            | 8.º          | Madrid 2006:       | 4.º               | Rosario 2010:             | 12.º         |
| La Haya 2014:          | No clasificó | Londres 2018:      | Medalla de bronce | Terrassa/Amstelveen 2022: | 7.º          |
| Amstelveen/Wavre 2026: | Clasificada  |                    |                   |                           |              |

### Europeos
| Campeonato Europeo    | Campeonato Europeo | Campeonato Europeo    | Campeonato Europeo | Campeonato Europeo | Campeonato Europeo |
| --------------------- | ------------------ | --------------------- | ------------------ | ------------------ | ------------------ |
| Lille 1984:           | 7.º                | Londres 1987:         | 5.º                | Bruselas 1991:     | 6.º                |
| Amstelveen 1995:      | Medalla de plata   | Colonia 1999:         | 5.º                | Barcelona 2003:    | Medalla de plata   |
| Dublín 2005:          | 4.º                | Mánchester 2007:      | 4.º                | Ámsterdam 2009:    | 4.º                |
| Mönchengladbach 2011: | 4.º                | Boom 2013:            | 5.º                | Londres 2015:      | 4.º                |
| Ámsterdam 2017:       | 5.º                | Amberes 2019:         | Medalla de bronce  | Amstelveen 2021:   | 4.º                |
| Mönchengladbach 2023: | 6.º                | Mönchengladbach 2025: | Medalla de bronce  |                    |                    |

### Liga Mundial/Pro League
| Liga Mundial/Pro | Liga Mundial/Pro | Liga Mundial/Pro | Liga Mundial/Pro | Liga Mundial/Pro | Liga Mundial/Pro |
| ---------------- | ---------------- | ---------------- | ---------------- | ---------------- | ---------------- |
| 2012/13:         | 15.º             | 2014/15:         | 11.º             | 2016/17:         | 15.º             |
| 2019:            | No clasificó     | 2020/21:         | No clasificó     | 2021/22:         | 5.º              |
| 2022/23:         | No clasificó     | 2023/24:         | No clasificó     | 2024/25:         | 6.º              |

### Otros campeonatos
- Champions Challenge: (1)
- Copa de Naciones:[2](1) , (1)

## Selecciones juveniles
| Selección Sub-21 - Mundial Sub-21: - Europeo Sub-21: - Campeona (1): 2019. - Subcampeona (2): 2012, 2024. - Tercer puesto (4): 1978, 1981, 1992, 2010. | Selección Sub-18 - Europeo Sub-18: - Subcampeona (1): 2021. - Tercer puesto (4): 2002, 2005, 2023, 2025. |

## Distinciones
| Distinción                                                     | Año  |
| -------------------------------------------------------------- | ---- |
| Placa de Oro – Real Orden del Mérito Deportivo                 | 1993 |
| Galardón                                                       | Año  |
| Premio Nacional del Deporte «Mejor Selección Española del Año» | 1992 |